# Kawaniši H6K
Kawaniši H6K, japanski ophodni leteći brod.

## Razvoj
1933. godine, Japanska imperijalna mornarica izdala je zahtjev za razvoj eksperimentalnog letećeg broda. Kawanaši je na natječaju ponudio dva dizajna: Tip Q s četiri motora i Tip R s tri. Nakon dužeg premišljanja između prijedloga, mornarica je 1934. izdala revidirani zahtjev. Kawaniši je odgovorio s novim dizajnom, Tipom S, koji je predstavljao evoluciju dva ranija.
Nakon što je prihvaćen za proizvodnju, prvi od ukupno četiri prototipa poletio je 14. srpnja 1936. s Katsujiem Kondom za kontrolama. Drugi i treći zrakoplov uslijedili su 1937. te naposljetku i četvrti 1938. godine.

## Tehničke karakteristike (Kawaniši H6K5)
Izvori podataka: Vectorsite
Osnovne karakteristike
- dužina: 25,63 m
- raspon krila: 40 m
- površina krila: 170 m2
- visina: 6,27 m

Letne karakteristike
- najveća brzina: 385 km/h
- dolet: 6.775 km
- najveća visina leta: 9.560 m
- motor: 4 x Mitsubishi Kinsei 53

## Poveznice
- Consolidated PBY Catalina
- Dornier Do 24